# روساریو کاستیانوس
روساریو کاستیانوس فیگوروا (به اسپانیایی: Rosario Castellanos Figueroa; تلفظ اسپانیایی: [roˈsaɾjo kasteˈʝanos] یا روساریو کاستلانوس (به انگلیسی: Rosario Castellanos)؛ (۲۵ مارس ۱۹۲۵ – ۷ اوت ۱۹۷۴) یکی از تاثیرگذارترین شاعران و نویسندگان اهل مکزیک بود.
اشعار، داستان‌ها، و مقالات او هم در میهنش و هم در سراسر جهان موجب توسعه صدای زنان در ادبیات بود. پایان‌نامه کارشناسی ارشد او «در فرهنگ زنان» الهام بخش یک نسل کامل بود.
او همراه با دیگر اعضای گروه «نسل ۱۹۵۰» (شاعرانی که پس از جنگ جهانی دوم تحت تأثیر سزار والجو و دیگران بودند) یکی از نمایندگان مهم جریان ادبی مکزیک در قرن گذشته است. او در طول زندگی خود در مورد مسائل فرهنگی و تبعیض جنسیتی با فصاحت نوشت و کار او در نظریات فمینیستی و مطالعات فرهنگی تأثیر گذاشت. هر چند او در جوانی درگذشت اما دریچه‌ای به سوی ادبیات زنان مکزیک باز کرد و تا به امروز میراث بجا مانده از او طنین‌انداز است.

## زندگی

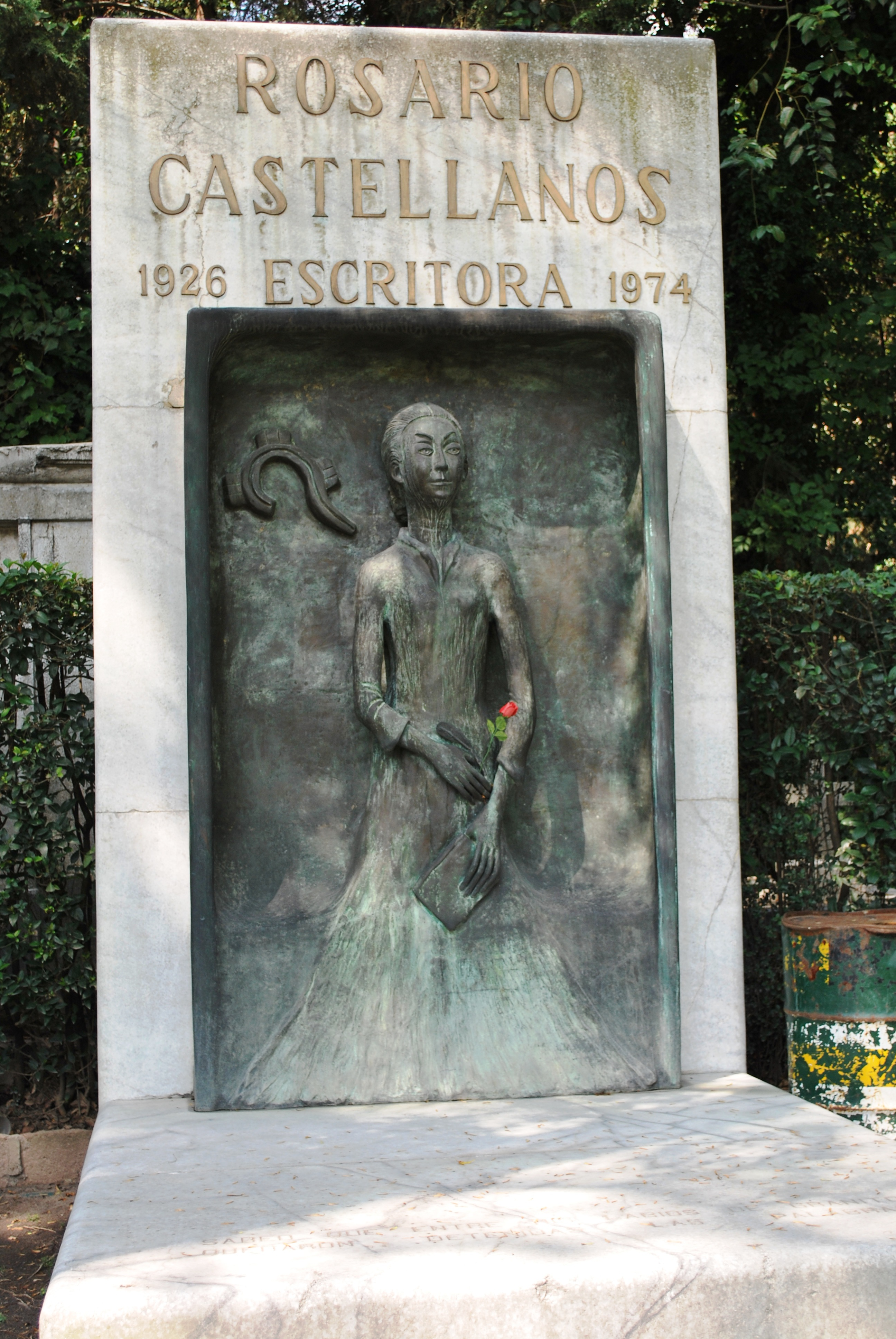
سنگ قبر روساریو کاستیانوس

روساریو کاستیانوس فیگوروا در سال ۱۹۲۵ در مکزیکوسیتی متولد شد. دوران کودکی‌اش را در کومیتان، نزدیک مزرعه خانوادگی‌شان در ایالت چیاپاس گذراند. او دختر جوان درونگرایی بود که متوجه وضعیت اسفناک مایاهای بومی که برای خانواده‌اش کار می‌کردند، شد. به دنبال اصلاحات ارضی توسط رئیس‌جمهور لازارو کاردناس و مصادره زمین‌های کشاورزی توسط دولت، وضعیت خانوادگی آنها دستخوش تغییر شد. به همین دلیل روساریو در پانزده سالگی به همراه خانواده به مکزیکوسیتی نقل مکان کردند. در سال ۱۹۴۸، هر دو والدینش در تصادفی جان باختند و روساریو در ۲۳ سالگی یتیم شد.

روساریو به رغم درونگرایی، به گروهی از روشنفکران مکزیکی و آمریکای مرکزی پیوست، به‌طور گسترده مطالعه کرد و شروع به نوشتن کرد. او در دانشگاه مستقل ملی مکزیک در رشته فلسفه و ادبیات تحصیل کرد و بعدها بعدها در آنجا مشغول به تدریس شد.
او هم‌چنین به مؤسسه ملی بومیان پیوست و برای نمایش‌های عروسکی که در مناطق فقیرنشین برای ترویج سوادآموزی به صحنه می‌رفتند، متن می‌نوشت. این مؤسسه توسط رئیس‌جمهور کاردناس تأسیس شده بود. علاوه بر این فعالیت‌ها، برای نشریات مکزیکی مطلب می‌نوشت.

او در سال ۱۹۵۸ با ریکاردو گوئرا تخادا، استاد فلسفه، ازدواج کرد. تولد پسرشان گابریل در سال ۱۹۶۱، نقطه عطفی در زندگی روساریو بود. پیش از تولد پسرش، به دلیل چندین بارداری ناموفق و سقط جنین‌های متعدد دچار افسردگی شده بود. زندگی مشترک او و ریکاردو گوئرا پس از سیزده سال زندگی، به دلیل خیانت گوئرا به پایان رسید.
با وجود همه مشکلات در زندگی شخصی و دست و پنجه نرم کردن با افسردگی مداوم، بخش بزرگی از کار و انرژی روساریو به دفاع از حقوق زنان اختصاص می‌یافت. به همین دلیل است که از او به عنوان نمادی از فمینیسم در آمریکای لاتین یاد می‌شود.

کاستیانوس علاوه بر خلق آثار ادبی و فعالیت‌های اجتماعی خود، چندین سمت دولتی نیز داشت. در سال ۱۹۷۱ به پاس قدردانی از سهمش در ادبیات مکزیک، به عنوان سفیر مکزیک در اسرائیل منصوب شد.

روساریو کاستیانوس در ۷ اوت ۱۹۷۴ در اثر یک سانحه الکتریکی در تل‌آویو درگذشت. برخی گمانه‌زندی کردند که این حادثه در واقع خودکشی بوده است. با این حال، هیچ مدرکی برای تأیید چنین ادعایی وجود ندارد.
در ۲۵ مه ۲۰۱۶، موتور جستجوی گوگل ۹۱مین سالگرد تولد او را با تغییر لوگوی گوگل دودل صفحهٔ اصلی خود در چندین کشور گرامی داشت.